# ميريام جيوفانيلي
ميريام جيوفانيلي (بالإسبانية: Miriam Giovanelli)‏ وهي ممثلة وعارضة أزياء إسبانية إيطالية ولدت في يوم 28 أبريل 1989 في مدينة روما في إيطاليا، مثلت في فلم Lolita's Club في 2007 وفي مسلسل الفيزياء أو الكيمياء في 2011، والد ميريام جيوفانيلي هو إيطالي وأمها إسبانية.

## روابط خارجية
- ميريام جيوفانيلي على موقع IMDb (الإنجليزية)
- ميريام جيوفانيلي على موقع ألو سيني (الفرنسية)
- ميريام جيوفانيلي على موقع أول موفي (الإنجليزية)
- ميريام جيوفانيلي على موقع قاعدة بيانات الفيلم (الإنجليزية)
- ميريام جيوفانيلي على موقع كينوبويسك (الروسية)
- ميريام جيوفانيلي على موقع دليل عارضات الأزياء (الإنجليزية)